# World Misanthropy
World Misanthropy — концертный альбом норвежской мелодик блэк метал группы Dimmu Borgir, выпущен 28 мая 2002 года в виде двух DVD (ранние версии включали в себя также бонусный CD), VHS и бонусного диска отдельно в виде двенадцатидюймовой виниловой пластинки (выпущенной ограниченным тиражом в 2000 копий). Первый диск был записан во время турне в поддержку пятого студийного альбома, Puritanical Euphoric Misanthropia, второй диск содержит видео с предыдущих турне и дополнительный материал.

## Содержимое дисков

### DVD 1
1. «Blessings Upon the Throne of Tyranny» (Ваккен, 2001) — 5:22
2. «The Blazing Monoliths of Defiance» (Штутгарт, 4 апреля 2001) — 4:44
3. «IndoctriNation» (Ваккен, 2001) — 6:10
4. «The Insight and the Catharsis» (Штутгарт, 4 апреля 2001) — 7:08
5. «Puritania» (Ваккен, 2001) — 3:06
6. «Tormentor of Christian Souls» (Штутгарт, 4 апреля 2001) — 5:30
7. «Kings of the Carnival Creation» (Ваккен, 2001) — 7:57
8. «The Maelstrom Mephisto» (Штутгарт, 4 апреля 2001) — 4:45
9. «Закулисные съёмки»

### DVD 2
- Выступление в Кракове (1998)

1. «Stormblåst» — 4:34
2. «Entrance» — 4:17
3. «Hunnerkongens Sorgsvarte Ferd Over Steppene» — 2:57

- Выступления/фестивали (Голландия, США, Мексика)
- Клипы

1. Alt Lys Er Svunnet Hen (1995) — 4:38
2. Spellbound (by the Devil) (1997) — 4:06
3. Arcane Lifeforce Mysteria (1999) — 6:58
4. Puritania (2001) — 3:07

- Фотогалерея

### Бонусный CD
1. «Masses for the New Messiah» — 5:11
2. «Devil’s Path» (перезаписанная версия) — 6:05
3. «Blessings upon the Throne of Tyranny» (Ваккен, 2001) — 5:22
4. «Kings of the Carnival Creation» (Ваккен, 2001) — 7:57
5. «Puritania» (Ваккен, 2001) — 3:06
6. «IndoctriNation» (Ваккен, 2001) — 6:10